# Grand Prix automobile de Belgique 1956
GP précédent GP suivant
Le Grand Prix de Belgique 1956 (XVIIIe Grand Prix de Belgique / XVIII Grote Prijs van Belgie), disputé sur le circuit de Spa-Francorchamps le 3 juin 1956, est la cinquante-deuxième épreuve du championnat du monde de Formule 1 courue depuis 1950 et la quatrième manche du championnat 1956.

## Contexte avant le Grand Prix

### Le championnat du monde
Depuis 1954, les épreuves du championnat se disputent sous la réglementation Formule 1 2,5 litres (moteur 2 500 cm3 atmosphérique ou 750 cm3 suralimenté, carburant libre), à l'exception des 500 Miles d'Indianapolis disputés selon l'ancienne formule internationale de 1938. Si Mercedes-Benz et son premier pilote Juan Manuel Fangio avaient dominé les saisons 1954 et 1955, le retrait du constructeur allemand a laissé le champ libre à Ferrari et Maserati pour la saison en cours. Les deux marques se valent et ont remporté une victoire chacune, Fangio s'étant imposé sur Ferrari en Argentine et son ancien coéquipier Stirling Moss ayant remporté le Grand Prix de Monaco sur Maserati. C'est toutefois Jean Behra, bien placé dans ces deux épreuves au volant de sa Maserati, qui occupe la tête du championnat avec un point d'avance sur Fangio. 
Les constructeurs britanniques BRM et Vanwall ambitionnent de battre les voitures italiennes, grâce à des monoplaces potentiellement très rapides, malheureusement à court de mise au point.

### Le circuit

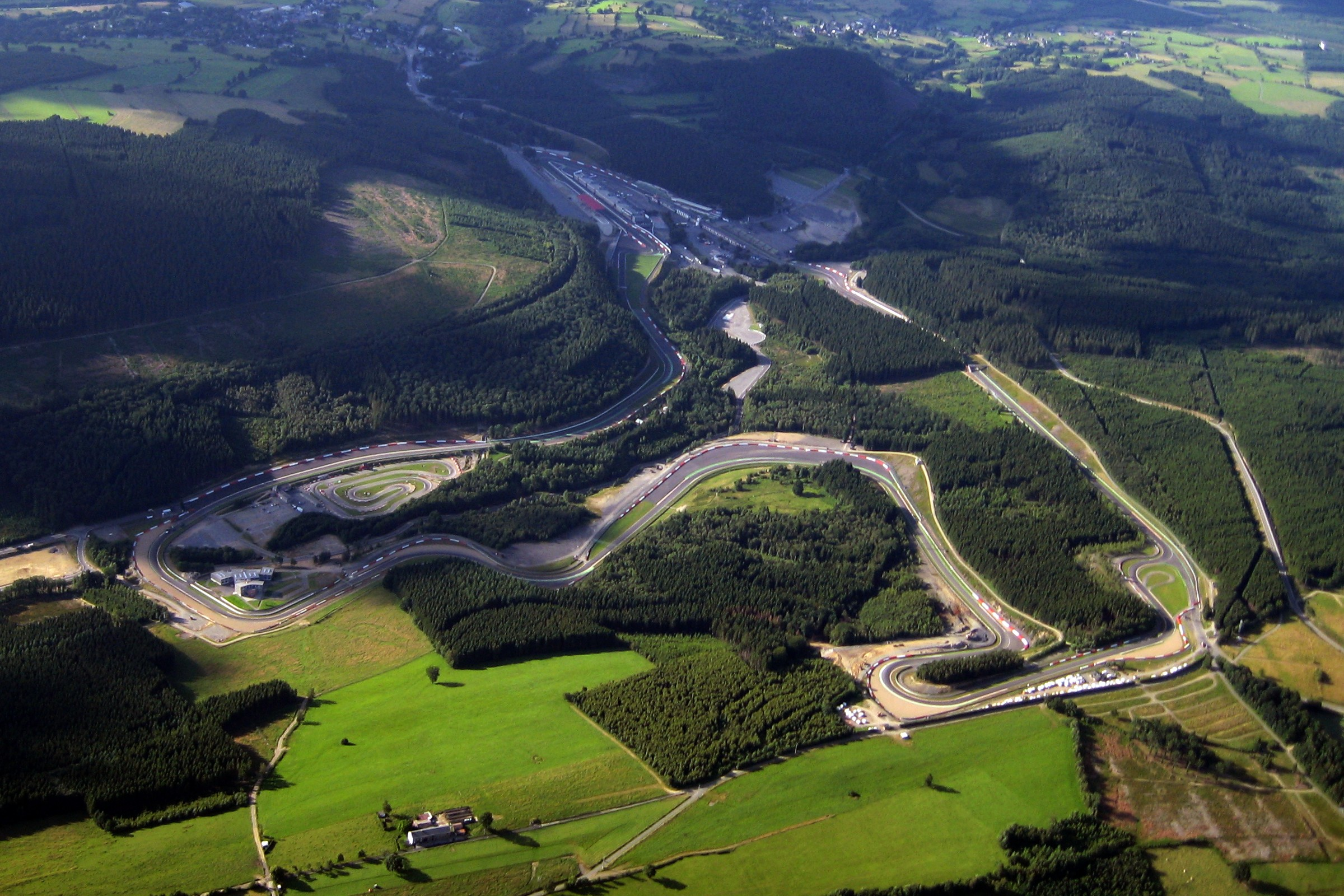
Vue de 2008 du circuit permanent, empruntant une partie du tracé initial (au fond, le virage de la Source).

Inauguré en 1924, le circuit routier de Spa-Francorchamps est l'un des plus rapides tracés européens. Situé près des Hautes Fagnes, il est très vallonné et bénéficie d'un très bon revêtement. C'est Juan Manuel Fangio qui détient le record de la piste, ayant tourné à plus de 195 km/h de moyenne au volant de sa Mercedes W196 lors du Grand Prix de Belgique 1955, améliorant son précédent record établi en 1951.

## Monoplaces en lice
- Ferrari Lancia D50 "Usine"

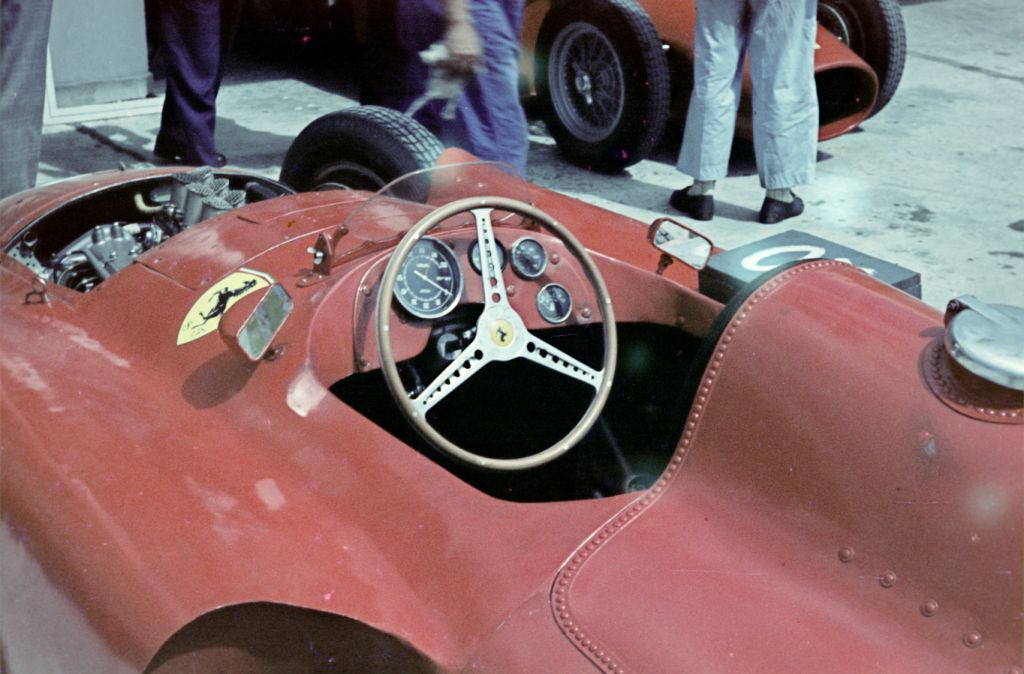
Une D50 en configuration 'Syracuse' : les coffrages latéraux sont intégrés à la carrosserie.

Pour la saison 1956, la Scuderia Ferrari utilise le matériel que lui a cédé la Scuderia Lancia en juillet 1955. Cinq D50 d'origine Lancia ont été amenées à Francorchamps, toutes en configuration 'Syracuse' (réservoir principal dans la pointe arrière, coffrages latéraux intégrés au fuselage comportant les sorties d'échappement et de petits réservoirs d'appoint). Le moteur V8 développe près de 280 chevaux à 8000 tr/min, l'ensemble pesant 640 kg. En l'absence de Luigi Musso, blessé lors des 1 000 kilomètres du Nürburgring, c'est Paul Frère qui épaule Juan Manuel Fangio, Eugenio Castellotti et Peter Collins. Quant à la cinquième voiture, initialement prévue pour Mike Hawthorn qui, incertain quant à la possibilité de piloter une Maserati d'usine, avait proposé ses services à la Scuderia, elle sera finalement prêtée pour l'occasion à l'Équipe nationale belge et confiée à André Pilette.
- Maserati 250F "Usine"

Avec huit voitures, Maserati représente la moitié du plateau. Les cinq 250F officielles ont été confiées à Stirling Moss, Jean Behra, Cesare Perdisa, Francisco Godia et Mike Hawthorn, ce dernier, sans volant à la suite du forfait de BRM, ayant reçu une proposition du directeur sportif Nello Ugolini lors des 1 000 kilomètres du Nürburgring, le week-end précédent. Louis Rosier et Horace Gould pilotent leurs voitures personnelles et Luigi Villoresi dispose de celle de la Scuderia Centro Sud. Pesant 620 kg, la 250F est équipée d'un moteur six cylindres en ligne, alimenté par trois carburateurs et développant près de 270 chevaux à 7600 tr/min. Les pilotes officiels auront également l'occasion de tester des versions à injection. 
- Vanwall VW56 "Usine"

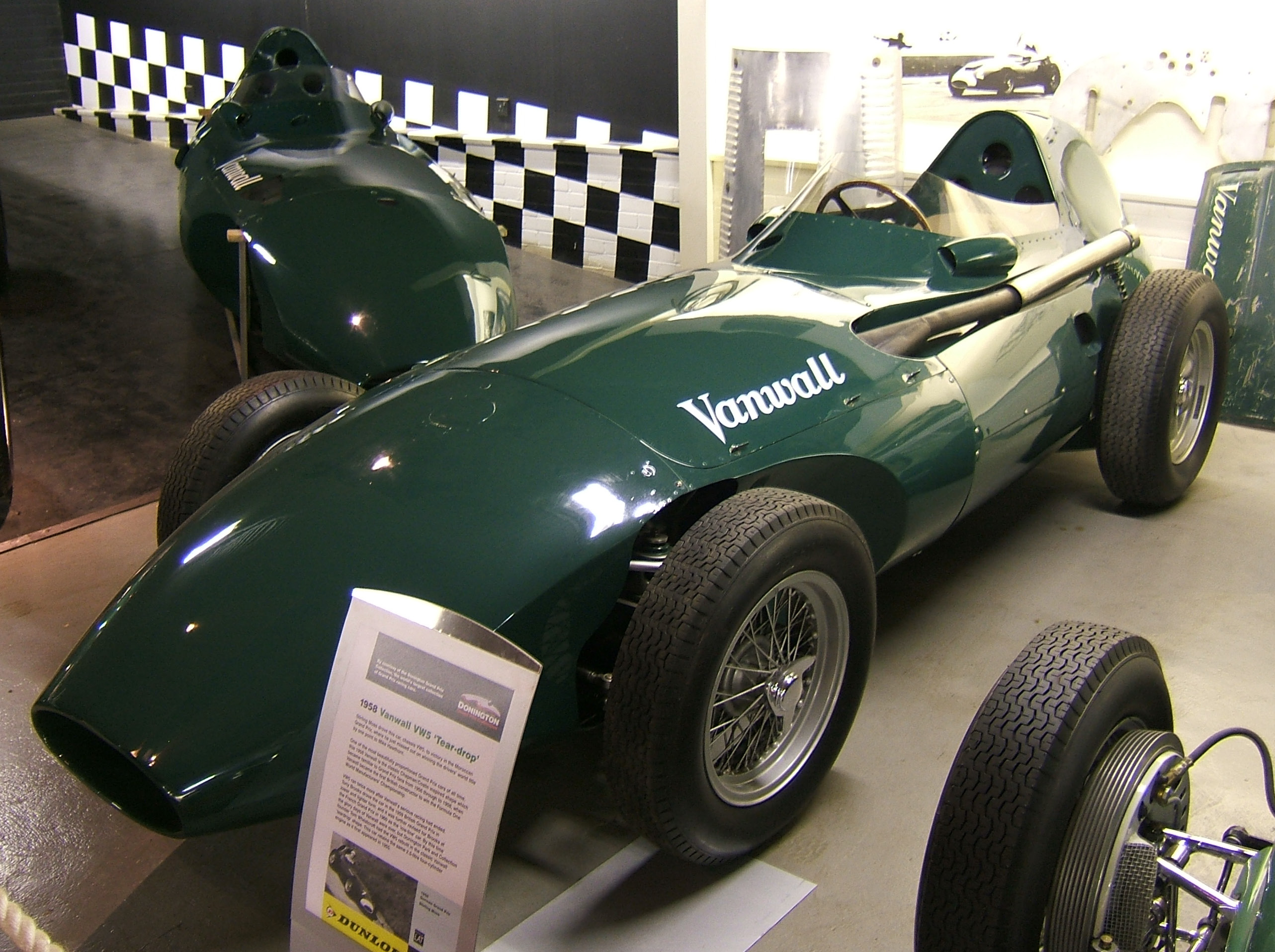
La moderne Vanwall, équipée de freins à disques.

Comme à Monaco, le constructeur britannique a engagé deux voitures, confiées à Harry Schell et Maurice Trintignant. Leur carrosserie très profilée est due à l'aérodynamicien Frank Costin. Elles sont équipées de freins à disques et d'un moteur à quatre cylindres en ligne à injection directe qui développe 285 chevaux. Pesant 570 kg, ce sont les monoplaces les plus rapides du plateau, mais leur tenue de route n'est pas au niveau de celle des monoplaces italiennes.
- BRM P25 "Usine"

L'équipe de Bourne avait initialement engagé deux P25 (moteur quatre cylindres, 250 à 260 chevaux, 550 kg) pour Mike Hawthorn et Tony Brooks, mais les casses récurrentes survenues à Monaco ont incité le constructeur à déclarer forfait.
- Connaught

Le pilote italien Piero Scotti s'aligne sur sa Connaught 'Type B' personnelle, motorisée par un quatre cylindres Alta développant environ 240 chevaux à 6500 tr/min.

## Coureurs inscrits
| no | Pilote              | Écurie                    | Constructeur | Modèle                        | Moteur      | Pneumatiques |
| -- | ------------------- | ------------------------- | ------------ | ----------------------------- | ----------- | ------------ |
| 2  | Juan Manuel Fangio  | Scuderia Ferrari          | Ferrari      | Ferrari Lancia D50 'Syracuse' | Ferrari V8  | E            |
| 4  | Eugenio Castellotti | Scuderia Ferrari          | Ferrari      | Ferrari Lancia D50 'Syracuse' | Ferrari V8  | E            |
| 6  | Paul Frère          | Scuderia Ferrari          | Ferrari      | Ferrari Lancia D50 'Syracuse' | Ferrari V8  | E            |
| 8  | Peter Collins       | Scuderia Ferrari          | Ferrari      | Ferrari Lancia D50 'Syracuse' | Ferrari V8  | E            |
| 10 | Harry Schell        | Vandervell Products       | Vanwall      | Vanwall VW56                  | Vanwall L4  | P            |
| 12 | Maurice Trintignant | Vandervell Products       | Vanwall      | Vanwall VW56                  | Vanwall L4  | P            |
| 14 | Mike Hawthorn       | Owen Racing Organisation  | BRM          | BRM P25                       | BRM L4      | D            |
| 16 | Tony Brooks         | Owen Racing Organisation  | BRM          | BRM P25                       | BRM L4      | D            |
| 20 | André Pilette       | Équipe nationale belge    | Ferrari      | Ferrari Lancia D50 'Syracuse' | Ferrari V8  | E            |
| 22 | Luigi Villoresi     | Scuderia Centro Sud       | Maserati     | Maserati 250F                 | Maserati L6 | P            |
| 24 | Louis Rosier        | Écurie Rosier             | Maserati     | Maserati 250F                 | Maserati L6 | P            |
| 26 | Horace Gould        | Gould's Garage            | Maserati     | Maserati 250F                 | Maserati L6 | D            |
| 28 | Piero Scotti        | Privé                     | Connaught    | Connaught Type B              | Alta L4     | P            |
| 30 | Stirling Moss       | Officine Alfieri Maserati | Maserati     | Maserati 250F                 | Maserati L6 | P            |
| 32 | Jean Behra          | Officine Alfieri Maserati | Maserati     | Maserati 250F                 | Maserati L6 | P            |
| 34 | Cesare Perdisa      | Officine Alfieri Maserati | Maserati     | Maserati 250F                 | Maserati L6 | P            |
| 36 | Francisco Godia     | Officine Alfieri Maserati | Maserati     | Maserati 250F                 | Maserati L6 | P            |
| 38 | Mike Hawthorn       | Officine Alfieri Maserati | Maserati     | Maserati 250F                 | Maserati L6 | P            |

- Premier pilote de l'équipe BRM, Mike Hawthorn était initialement engagé sur une P25 de la marque, sous le n°14. À la suite du forfait de son équipe, il a été appelé à piloter la Maserati n°38.

## Qualifications
Les séances de qualification se déroulent le jeudi soir, le vendredi et le samedi après-midi précédant la course. Le jeudi, la Scuderia Ferrari ne met en piste que deux voitures, pour Juan Manuel Fangio et Eugenio Castellotti. La piste resurfacée permet à Fangio d'améliorer sa performance de l'an passé, le champion du monde établissant rapidement un premier temps de référence en 4 min 17 s 4, à 197,5 km/h de moyenne. C'est cependant Stirling Moss, sur Maserati, qui le premier s'approche de la barrière de 200 km/h, avec un meilleur tour en 4 min 14 s 7. Alors que la journée touche à sa fin, personne n'a été en mesure de réaliser un temps comparable. Mais en toute fin de séance, Fangio repart à l'assaut ; son premier tour lancé stupéfie pilotes et spectateurs : diabolique de précision et d'audace, le Maestro a tourné en 4 min 10 s 4, à la moyenne de 203 km/h ! Et pour couper court à toute interrogation sur la validité des chronos, Fangio améliore encore au suivant : 4 min 9 s 8 (203,5 km/h), soit près de cinq secondes de mieux que Moss, son plus redoutable adversaire.
Le vendredi, il pleut. Dans ces conditions difficiles, Fangio et Moss se mettent à nouveau en évidence, établissant les meilleurs temps de la journée. Sur la piste détrempée, Fangio a frôlé les 184 km/h de moyenne, battant Moss de plus d'une seconde. Remplaçant Luigi Musso au pied levé, Paul Frère, qui n'a pas tourné la veille, commence à se familiariser avec la Ferrari et parviendra en fin de séance à tourner en moins de cinq minutes, une performance plus qu'honorable sous la pluie. En fin de journée, Enzo Ferrari, apprenant que Mike Hawthorn pilotait pour Maserati alors qu'une voiture de la Scuderia lui était initialement destinée, menace de porter réclamation auprès de la CSI, et le pilote britannique prendra la sage décision de renoncer à la course.
Il ne peut plus le samedi. La piste a séché, mais le vent empêche les pilotes d'améliorer leurs temps du jeudi. Dans ces conditions, Peter Collins, qui a seulement effectué quelques tours le vendredi sur sa Ferrari, se met en évidence, s'approchant à six dixièmes du temps réalisé par Moss le premier jour, une performance qui lui assure une place en première ligne, reléguant Jean Behra (Maserati) à la corde de la seconde ligne, au côté de Castellotti qui a réalisé le même chrono que le pilote français.

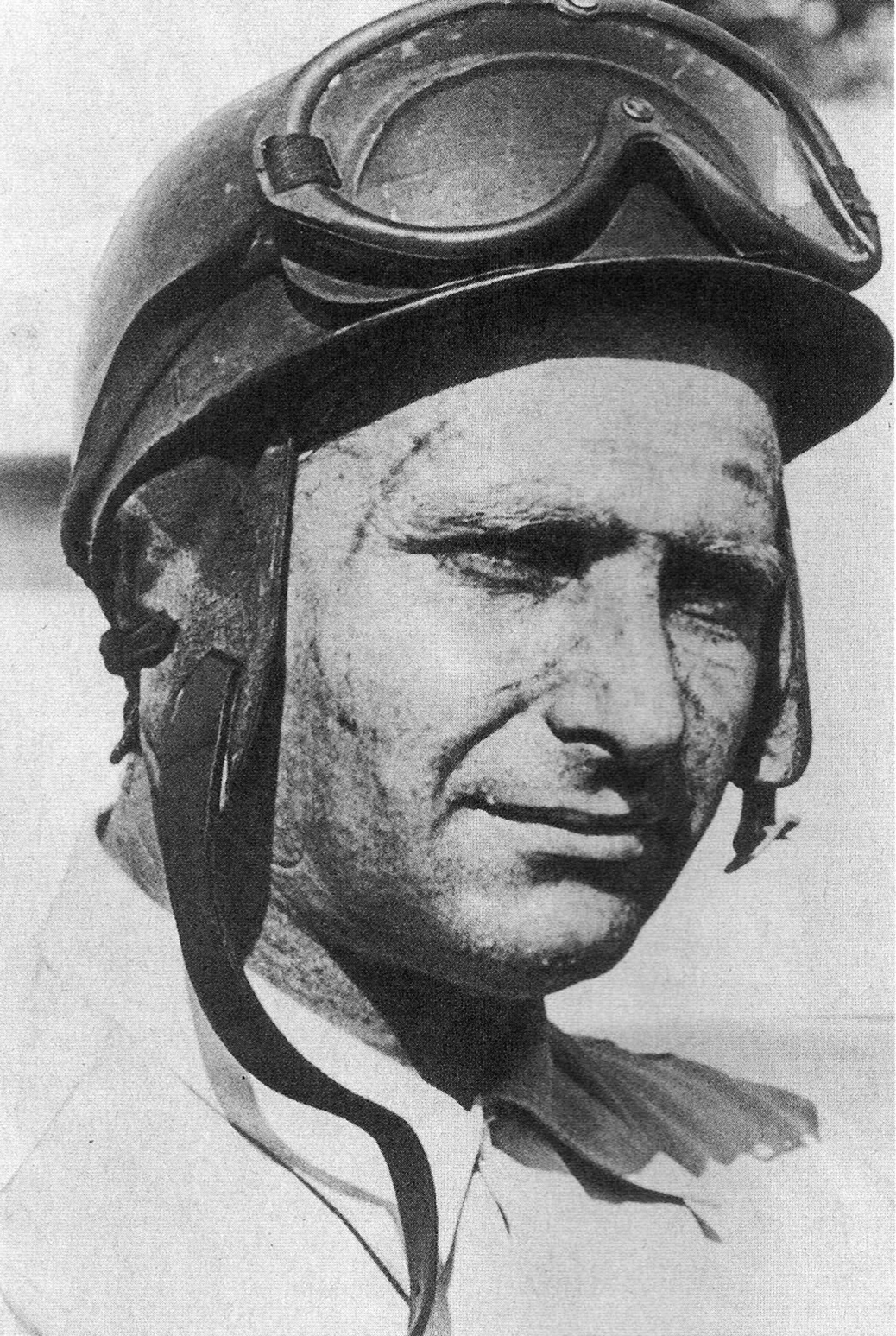
Juan Manuel Fangio, une nouvelle fois impérial lors des qualifications.

| Pos. | no | Pilote              | Écurie    | Temps        | Écart    |
| ---- | -- | ------------------- | --------- | ------------ | -------- |
| 1    | 2  | Juan Manuel Fangio  | Ferrari   | 4 min 09 s 8 | -        |
| 2    | 30 | Stirling Moss       | Maserati  | 4 min 14 s 7 | + 4 s 9  |
| 3    | 8  | Peter Collins       | Ferrari   | 4 min 15 s 3 | + 5 s 5  |
| 4    | 32 | Jean Behra          | Maserati  | 4 min 16 s 7 | + 6 s 9  |
| 5    | 4  | Eugenio Castellotti | Ferrari   | 4 min 16 s 7 | + 6 s 9  |
| 6    | 10 | Harry Schell        | Vanwall   | 4 min 19 s 0 | + 9 s 2  |
| 7    | 12 | Maurice Trintignant | Vanwall   | 4 min 22 s 8 | + 13 s 0 |
| 8    | 6  | Paul Frère          | Ferrari   | 4 min 23 s 8 | + 14 s 0 |
| 9    | 34 | Cesare Perdisa      | Maserati  | 4 min 35 s 7 | + 25 s 9 |
| 10   | 24 | Louis Rosier        | Maserati  | 4 min 35 s 9 | + 26 s 1 |
| 11   | 22 | Luigi Villoresi     | Maserati  | 4 min 37 s 7 | + 27 s 9 |
| 12   | 28 | Piero Scotti        | Connaught | 4 min 41 s 9 | + 32 s 1 |
| 13   | 38 | Mike Hawthorn       | Maserati  | 4 min 48 s 9 | + 39 s 1 |
| 14   | 36 | Francisco Godia     | Maserati  | 4 min 49 s 8 | + 40 s 0 |
| 15   | 26 | Horace Gould        | Maserati  | 4 min 50 s 4 | + 40 s 6 |
| 16   | 20 | André Pilette       | Ferrari   | 4 min 51 s 9 | + 42 s 1 |

## Grille de départ du Grand Prix
| 1re ligne | Pos. 1                          |                               | Pos. 2                           |                                  | Pos. 3                       |
|           | Fangio Ferrari 4 min 09 s 8     |                               | Moss Maserati 4 min 14 s 7       |                                  | Collins Ferrari 4 min 15 s 3 |
| 2e ligne  |                                 | Pos. 4                        |                                  | Pos. 5                           |                              |
|           |                                 | Behra Maserati 4 min 16 s 7   |                                  | Castellotti Ferrari 4 min 16 s 7 |                              |
| 3e ligne  | Pos. 6                          |                               | Pos. 7                           |                                  | Pos. 8                       |
|           | Schell Vanwall 4 min 19 s 0     |                               | Trintignant Vanwall 4 min 22 s 8 |                                  | Frère Ferrari 4 min 23 s 8   |
| 4e ligne  |                                 | Pos. 9                        |                                  | Pos. 10                          |                              |
|           |                                 | Perdisa Maserati 4 min 35 s 7 |                                  | Rosier Maserati 4 min 35 s 9     |                              |
| 5e ligne  | Pos. 11                         |                               | Pos. 12                          |                                  | Pos. 13                      |
|           | Villoresi Maserati 4 min 37 s 7 |                               | Scotti Connaught 4 min 41 s 9    |                                  | Godia Maserati 4 min 49 s 8  |
| 6e ligne  |                                 | Pos. 14                       |                                  | Pos. 15                          |                              |
|           |                                 | Gould Maserati 4 min 50 s 4   |                                  | Pilette Ferrari 4 min 51 s 9     |                              |

- Le forfait de Mike Hawthorn, treizième lors des qualifications au volant d'une Maserati, a permis à Godia, Gould et Pilette de gagner un rang sur la grille de départ.

## Déroulement de la course
Le départ de la course est donné sous la pluie. Sur la piste détrempée, c'est Stirling Moss, sur Maserati, qui est le plus prompt à s'élancer, tandis que Juan Manuel Fangio (Ferrari), en pole position, se fait déborder par ses coéquipiers Peter Collins et Eugenio Castellotti, ainsi que par la Maserati de Jean Behra. Moss se détache rapidement et repasse devant les stands avec une avance de trois secondes sur Castellotti et Collins, talonnés par Fangio qui a débordé Behra à Stavelot. Les deux puissantes Vanwall d'Harry Schell et Maurice Trintignant passent soudées aux cinquième et sixième places, ayant également dépassé Behra dans la montée suivant le virage de Stavelot. Au second passage Moss a porté son avance sur Castelloti à quatre secondes et demie, tandis que Fangio, qui tourne aussi vite que la Maserati de tête, a débordé Collins pour le gain de la troisième place. Le rythme de la course s'accélère, la pluie ayant cessé et la piste s'asséchant progressivement. Moss accentue encore son avance au troisième tour, qu'il achève avec un avantage de six secondes sur Fangio qui vient de doubler Castellotti. Collins, quatrième, précède désormais Trintignant et Behra, qui ont débordé Schell. Fangio se lance maintenant à la poursuite de Moss, dont l'avance fond rapidement : au quatrième passage, elle n'est plus que de trois secondes, le champion du monde ayant nettement amélioré le record du tour. Une ronde plus tard, il a pris la tête ; dès lors, il creuse très vite l'écart sur le Britannique, tournant sur un rythme extrêmement rapide, améliorant constamment ses temps au tour. Moss sa bat, mais ne peut rien contre le champion du monde qui à trois reprises bat le record absolu de la piste. Au dixième tour, l'écart entre les deux premiers est de près de huit secondes. Collins, troisième après avoir dépassé son coéquipier Castellotti lors du septième tour, est à dix-sept secondes du leader. Trintignant a été retardé par des problèmes d'alimentation et c'est désormais Behra qui occupe la cinquième place, devant la Ferrari de Paul Frère qui effectue une course très régulière et améliore constamment ses temps.
Mais alors que Moss aborde pour la onzième fois le raidillon, sa Maserati commence à zigzaguer et peu avant le sommet la roue arrière gauche se détache. Le pilote britannique parvient à immobiliser sa voiture sur le bas-côté. Il se trouve alors à environ cinq cents mètres des stands, vers lesquels il se dirige en courant. Il regagne son box rapidement, s'apprêtant à remplacer Cesare Perdisa, à qui l'on a intimé l'ordre de rentrer. Fangio vient de passer la ligne pour la douzième fois, battant une nouvelle fois le record de la piste à 197,5 km/h de moyenne. Il compte alors une confortable avance sur Collins, désormais second, et va désormais tourner à un rythme moins soutenu et gérer l'écart sur son coéquipier. Perdisa achève son onzième tour peu après, cédant immédiatement son volant à Moss, qui repart en sixième position, précédé par Behra, Frère et Schell et comptant plus d'un tour de retard sur les deux premiers. L'intérêt de la course se reporte sur la lutte entre Behra (privé de son quatrième rapport) et Frère pour la troisième place, ainsi que sur la chasse livrée par Moss pour revenir sur Schell. À la mi-course, l'écart entre Fangio et Collins s'est stabilisé à une trentaine de secondes. Beaucoup plus loin, Behra occupe toujours la troisième place mais Frère s'en est nettement rapproché, tandis que Moss, qui attaque à fond, s'est dédoublé sur Collins et revient très fort sur Schell, qu'il dépasse au vingt-et-unième tour. Fangio semble s'acheminer vers une confortable victoire, après son étincelant début de course, lorsque dans son vingt-quatrième tour, du côté de Stavelot, la Ferrari de tête ralentit nettement et termine sa course en roue libre, transmission cassée ! Collins prend la tête, avec près de deux minutes d'avance sur Behra (dont le moteur commence à donner des signes de fatigue), maintenant talonné par Frère. Ce dernier prend bientôt la seconde place, sous les acclamations du public. Tournant toujours à une allure très soutenue, Moss vise maintenant la troisième place de Behra, qui a nettement ralenti ; au vingt-neuvième tour, il est dans ses roues, au trentième il est devant, venant d'établir le meilleur temps de la journée à près de 200 km/h de moyenne. La Maserati de Behra marche de plus en plus mal et se fait passer peu après par la Vanwall de Schell. Le pilote français perdra d'ailleurs deux autres places en toute fin de course, il passera la ligne d'arrivée en poussant sa voiture, moteur hors d'usage. Collins, qui a sagement mené sa fin de course, remporte sa toute première victoire, conservant près de deux minutes d'avance sur Frère qui a également levé le pied dans les derniers tours. La belle remontée de Moss lui vaut la troisième place, devant Schell qui donne à Vanwall son premier résultat en championnat du monde.

### Classements intermédiaires
Classements intermédiaires des monoplaces aux premier, troisième, cinquième, huitième, dixième, quinzième, dix-huitième, vingt-quatrième et trentième tours.

### Classement de la course
| Pos  | No | Pilote                       | Écurie         | Tours | Temps/Abandon        | Grille | Points |
| ---- | -- | ---------------------------- | -------------- | ----- | -------------------- | ------ | ------ |
| 1    | 8  | Peter Collins                | Ferrari        | 36    | 2 h 40 min 00 s 3    | 3      | 8      |
| 2    | 6  | Paul Frère                   | Ferrari        | 36    | + 1 min 51 s 3       | 8      | 6      |
| 3    | 34 | Cesare Perdisa Stirling Moss | Maserati       | 36    | + 3 min 16 s 6       | 9      | 2 3    |
| 4    | 10 | Harry Schell                 | Vanwall        | 35    | + 1 tour             | 6      | 3      |
| 5    | 22 | Luigi Villoresi              | Maserati       | 34    | + 2 tours            | 11     | 2      |
| 6    | 20 | André Pilette                | Ferrari        | 33    | + 3 tours            | 16     |        |
| 7    | 32 | Jean Behra                   | Maserati       | 33    | + 3 tours            | 4      |        |
| 8    | 24 | Louis Rosier                 | Maserati       | 33    | + 3 tours            | 10     |        |
| Abd. | 2  | Juan Manuel Fangio           | Ferrari        | 23    | Transmission         | 1      |        |
| Abd. | 12 | Maurice Trintignant          | Vanwall        | 11    | Alimentation         | 7      |        |
| Abd. | 30 | Stirling Moss                | Maserati       | 10    | Perte d'une roue     | 2      |        |
| Abd. | 4  | Eugenio Castellotti          | Ferrari        | 10    | Transmission         | 5      |        |
| Abd. | 28 | Piero Scotti                 | Connaught-Alta | 10    | Moteur               | 12     |        |
| Abd. | 26 | Horace Gould                 | Maserati       | 2     | Boîte de vitesses    | 15     |        |
| Abd. | 36 | Francisco Godia              | Maserati       | 0     | Accident             | 13     |        |
| Np.  | 38 | Mike Hawthorn                | Maserati       | -     | décision personnelle |        |        |

Légende :
- Abd.= Abandon - Np.=Non partant

### Pole position et record du tour
- Pole position :  Juan Manuel Fangio en 4 min 9 s 8 (vitesse moyenne : 203,491 km/h). Temps réalisé le jeudi 31 mai[9].
- Meilleur tour en course :  Stirling Moss en 4 min 14 s 7 (vitesse moyenne : 199,576 km/h) au trentième tour.

#### Évolution du record du tour en course
Le record du tour fut amélioré dix fois au cours de l'épreuve.

### Tours en tête
- Stirling Moss : 4 tours (1-4)
- Juan Manuel Fangio : 19 tours (5-23)
- Peter Collins : 13 tours (24-36)

## Classement général à l'issue de la course
- attribution des points : 8, 6, 4, 3, 2 respectivement aux cinq premiers de chaque épreuve et 1 point supplémentaire pour le pilote ayant accompli le meilleur tour en course (signalé par un astérisque)
- Le règlement permet aux pilotes de se relayer sur une même voiture, les points éventuellement acquis étant alors partagés. En Argentine, Musso et Fangio marquent chacun quatre points pour leur victoire, Landi et Gerini marquent chacun un point et demi pour leur quatrième place. À Monaco, Collins et Fangio marquent chacun trois points pour leur seconde place, Castellotti un point et demi pour la quatrième place partagée avec Fangio, ce dernier ne pouvant cumuler avec les points de sa seconde place. En Belgique, Perdisa et Moss marquent chacun deux points pour leur troisième place.

| Pos. | Pilote                 | Écurie       | Points | ARG | MON | 500 | BEL | FRA | GBR | ALL | ITA |
| ---- | ---------------------- | ------------ | ------ | --- | --- | --- | --- | --- | --- | --- | --- |
| 1    | Peter Collins          | Ferrari      | 11     | -   | 3   | -   | 8   |     |     |     |     |
|      | Stirling Moss          | Maserati     | 11     | -   | 8   | -   | 3*  |     |     |     |     |
| 3    | Jean Behra             | Maserati     | 10     | 6   | 4   | -   | -   |     |     |     |     |
| 4    | Juan Manuel Fangio     | Ferrari      | 9      | 5*  | 4*  | -   | -   |     |     |     |     |
| 5    | Pat Flaherty           | Watson       | 8      | -   | -   | 8   | -   |     |     |     |     |
| 6    | Sam Hanks              | Kurtis Kraft | 6      | -   | -   | 6   | -   |     |     |     |     |
|      | Paul Frère             | Ferrari      | 6      | -   | -   | -   | 6   |     |     |     |     |
| 8    | Luigi Musso            | Ferrari      | 4      | 4   | -   | -   | -   |     |     |     |     |
|      | Mike Hawthorn          | Maserati     | 4      | 4   | -   | -   | -   |     |     |     |     |
|      | Don Freeland           | Phillips     | 4      | -   | -   | 4   | -   |     |     |     |     |
| 11   | Johnnie Parsons        | Kuzma        | 3      | -   | -   | 3   | -   |     |     |     |     |
|      | Harry Schell           | Vanwall      | 3      | -   | -   | -   | 3   |     |     |     |     |
| 13   | Cesare Perdisa         | Maserati     | 2      | -   | -   | -   | 2   |     |     |     |     |
|      | Olivier Gendebien      | Ferrari      | 2      | 2   | -   | -   | -   |     |     |     |     |
|      | Hermano da Silva Ramos | Gordini      | 2      | -   | 2   | -   | -   |     |     |     |     |
|      | Dick Rathmann          | Kurtis Kraft | 2      | -   | -   | 2   | -   |     |     |     |     |
|      | Luigi Villoresi        | Maserati     | 2      | -   | -   | -   | 2   |     |     |     |     |
| 18   | Chico Landi            | Maserati     | 1,5    | 1,5 | -   | -   | -   |     |     |     |     |
|      | Gerino Gerini          | Maserati     | 1,5    | 1,5 | -   | -   | -   |     |     |     |     |
|      | Eugenio Castellotti    | Ferrari      | 1,5    | -   | 1,5 | -   | -   |     |     |     |     |
| 21   | Paul Russo             | Kurtis Kraft | 1      | -   | -   | 1*  | -   |     |     |     |     |

## À noter
- 1re victoire en championnat du monde pour Peter Collins ; le pilote britannique avait déjà remporté un Grand Prix de Formule 1, en 1955[12] ; il s'agit donc de sa deuxième victoire en F1.
- 22e victoire en championnat du monde pour Ferrari en tant que constructeur.
- 22e victoire en championnat du monde pour Ferrari en tant que motoriste.
- 1er et unique départ de Grand Prix en championnat du monde pour Piero Scotti
- 11e et dernier départ de Grand Prix en championnat du monde pour Paul Frère
- 1ers points en championnat du monde pour Harry Schell

- Voiture copilotée : n° 34, Cesare Perdisa (11 tours) et Stirling Moss (25 tours[5]). Ils se partagent les quatre points de la troisième place.